# CryENGINE 2

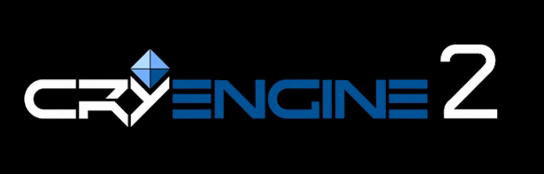
het logo van CryENGINE 2.

CryEngine 2 (gestileerd als CryENGINE 2) is een game engine van Crytek. Het is een verbeterde versie van de CryENGINE die onder andere voor de first person shooter Far Cry werd gebruikt. CryENGINE 2 wordt door Crytek zelf gebruikt voor Crysis en verscheidene andere bedrijven ontwikkelen momenteel spellen die gebruikmaken van de CryENGINE 2.
De engine is ontwikkeld voor DirectX 9 en DirectX 10 en spelcomputers zoals de Xbox 360 en de PlayStation 3.

## Technische kenmerken
CryENGINE 2 kan onder andere:
- Normal mapping
- Parallax mapping
- Subsurface scattering
- Eye adaptation
- High dynamic range rendering
- Real-time zachte schaduwen
- Real-time ambient mapping
- Volumetrische 3D wolken
- 3D oceanen waarbij het wateroppervlakte wordt aangepast op basis van de wind en de richting van de golven
- Bewegingsonscherpte (Motion blur)
- Depth of field (het object waar naar gekeken wordt is scherp terwijl objecten er voor en er achter iets vager worden weergegeven)
- Wisselend level of detail (LOD) voor terrein
- Vernietigbare gebouwen, voertuigen en vegetatie
- Fysica van touwen (voor bijvoorbeeld touwbruggen) waarbij deze kunnen reageren op de wind, de regen en de beweging van de speler
- Deeltjessysteem voor bijvoorbeeld regen en vuur die ook beïnvloed worden door de wind
- Wisselende belichting en hemelgewelf, afhankelijk van het tijdstip (zoals sterren, een zonsondergang en een zonsopgang)